# Перетворення Дзядика

## Визначення
Нижче дотримуємося нумерації формул § 3 розділу IV в [1], стор. 129-147, чи [2], стор. 154-170.
Нехай
{\displaystyle (1)\qquad a_{0}(x)y^{(k)}+a_{1}(x)y^{(k-1)}+\dots +a_{k}(x)y=p(x),\quad y^{(j)}(0)=y_{j},\ j=0,...,k{-}1,}
— задача Коші (ЗК) для звичайного лінійного диференціального рівняння (ЗЛДР), коефіціенти якого
{\displaystyle p(x)\in C,\ a_{j}(x)\in C^{(k-j)},\ j=0,...,k}
тобто  {\displaystyle p(x),\ a_{j}^{(k-j)}(x)} — неперервні функції, {\displaystyle y_{j}} — довільні дійсні числа.
Перетворення Дзядика  ставить у відповідність до задачі Коші звичайного лінійного диференціального рівняння (ЗК ЗЛДР) лінійне інтегральне рівняння  
{\displaystyle a_{0}(x)y(x)=\int _{0}^{x}P_{l}(x,t)y(t)dt+{\tilde {p}}(x).}
У [3] знайдено просту симетричну (distinct) форму для формул (24), (25) та (15) у [2, § IV.3]:
{\displaystyle {\begin{matrix}(24')&&P(x,t)&=&&\displaystyle -\sum _{\mu =1}^{k}{\frac {(t-x)^{\mu }}{(\mu -1)!}}\;\;\sum _{\nu =0}^{\mu }(-)^{\nu }{\binom {k-\nu }{\mu -\nu }}\;\;a_{\nu }^{(\mu -\nu )}(t)\qquad \quad \;\;\\(25')&&\;{\tilde {p}}(x)\quad &=&{\cal {J}}_{k}(p)(x)&\displaystyle +\sum _{\mu =1}^{k}{\frac {(-x)^{\mu }}{(\mu -1)!}}\;\;\sum _{\nu =1}^{\mu }(-)^{\nu }{\binom {k-\nu }{\mu -\nu }}\;\sum _{s=1}^{\nu }a_{s-1}^{(\mu -\nu )}(0)y_{\nu -s}\end{matrix}}}
{\displaystyle {\cal {J}}_{k}(p)(x)} denoting the {\displaystyle k}-th integral of the function {\displaystyle p(x)}
{\displaystyle (16)\qquad {\cal {J}}_{k}(p)(x)={\frac {1}{(\nu -1)!}}\int _{0}^{x}(x-t)^{(\nu -1)}p(t)dt.}
Theorem. ... is equivalent to the integral equation.
Приклад
Рівняння Бесселя
{\displaystyle x^{2}y''+xy'+(x^{2}-m^{2})y=0}
Підстановкою
{\displaystyle y(x)=x^{m}u(x)}
отримуємо спрощене рівняння Бесселя
{\displaystyle xu''+(1+2m)u'+xu=0}
для якого за формулами (24) та (25) обчислюємо
{\displaystyle P(x,t)=1-2m-t(x-t);\quad {\tilde {p}}(x)=2mx;\quad a_{0}(x)=x}
звідки інтегральна форма спрощеного рівняння Бесселя має вигляд:
{\displaystyle u(x)=2m+x^{-1}\left\{\int _{0}^{x}(1-2m-t(x-t))u(t)dt\right\}}

## Використання
Перетворення Дзядика ЗК ЗЛДР в інтегральне рівняння є першою частиною розробленого ним апроксимаційного методу розв'язування диференціальних рівнянь, або {\displaystyle a}-методу.

Від 1969 року В. К. Дзядик розробив та глибоко обґрунтував так званий апроксимаційний метод розв'язування диференціальних рівнянь. Цей метод дає змогу ефективно будувати за допомогою ЕОМ (а іноді й без них) многочлени, а також шматково-многочлені агрегати гарного наближення для функцій, які є розв'язками таких задач: задачі Коші для звичайних диференціальних рівнянь, задачі Ґурси, різних задач для рівнянь із запізненням аргументу, крайових задач для звичайних рівнянь тощо.
Застосування цього методу до лінійних диференціальних рівнянь із многочленними коефіцієнтами вигляду
{\displaystyle \qquad (5)\qquad \qquad a_{0}(z)y^{(k)}+a_{1}(z)y^{(k-1)}+\dots +a_{k}(z)y=P(z),\qquad y^{(j)}(0)=y_{j},}
{\displaystyle j=0,...,k-1},
де {\displaystyle a_{j}(z)} і {\displaystyle P(z)} — многочлени, дало змогу створити та обґрунтувати прості алгоритми для ефективної побудови алгебричних многочленів {\displaystyle y_{n}(z)=y_{n}(z;h)}, які на {\displaystyle [-h,h]} при {\displaystyle a_{0}(z)\neq 0} в найважливіших випадках здійснюють таке наближення шуканого розв'язку {\displaystyle y(z)} рівняння {\displaystyle (5)}, яке, з точністю до множника, який не перевищує {\displaystyle 1+An^{-1},\;A={\rm {const}}}, збігається з величиною {\displaystyle E_{n}(y)} найкращого наближення функції {\displaystyle y(z)} многочленами степеня {\displaystyle \leq n}.
Корнейчук Н. П., Никольский С. М., Шевчук И. А. УМН 34:4 (1979), на стор. 233.
Оригінальний текст (рос.)
Начиная с 1969 г., В. К. Дзядык разработал и глубоко обосновал так называемый аппроксимационный метод решения дифференциальных уравнений. Этот метод даёт возможность эффективно строить при помощи ЭВМ (а иногда и без них) многочлены, а также кусочно-многочленные агрегаты хорошего приближения для функций, которые являются решениями следующих задач: задача Коши для обыкновенных дифференциальных уравнений, задача Гурса, различные задачи для уравнений с запаздывающим аргументом, краевые задачи для обыкновенных уравнений и др.Применение этого метода к линейным дифференциальным уравнениям с многочленными коэффициентами вида {\displaystyle \qquad (5)\qquad \qquad a_{0}(z)y^{(k)}+a_{1}(z)y^{(k-1)}+\dots +a_{k}(z)y=P(z),\qquad y^{(j)}(0)=y_{j},}{\displaystyle j=0,...,k-1}, где {\displaystyle a_{j}(z)} и {\displaystyle P(z)} — многочлены, позволило создать и обосновать простые алгоритмы для эффективного построения алгебраических многочленов {\displaystyle y_{n}(z)=y_{n}(z;h)}, осуществляющих на {\displaystyle [-h,h]} при {\displaystyle a_{0}(z)\neq 0} в наиболее важных случаях такое приближение искомого решения {\displaystyle y(z)} уравнения {\displaystyle (5)}, которое с точностью до множителя, не превышающего {\displaystyle 1+An^{-1},\;A={\rm {const}}}, совпадает с величиной {\displaystyle E_{n}(y)} наилучшего приближения функции {\displaystyle y(z)} многочленами степени {\displaystyle \leq n}.
За допомогою а-методу було знайдено та виправлено помилки у таблицях (напр., у таблицях Корн та Корн).
Цей метод дає асимптотично ({\displaystyle 1+An^{-1}}) найкращу можливу точність наближення, тому працює навіть тоді, коли інші методи не працюють (тобто дають неприпустиму похибку або розбіжні).

## Визнання
Дзядик В. К., Коновалов В. М., Шевчук І. О. у 1991 році за цикл праць «Наближення диференційовних функцій та апроксимаційні методи розв'язання диференціальних та інтегральних рівнянь» стали лауреатами премії НАН України імені М. М. Крилова.